# آپینگهام
longitudeآپینگهامlatitudeآپینگهام
آپینگهام (به انگلیسی: Uppingham) یک شهرک در بریتانیا است که در انگلستان واقع شده‌است.

## خصوصیات
آپینگهام ۳٬۷۸۱ نفر جمعیت دارد.